# Hypopycna rufula
Hypopycna rufula är en skalbaggsart som först beskrevs av Wilhelm Ferdinand Erichson 1840.  Hypopycna rufula ingår i släktet Hypopycna, och familjen kortvingar. Arten är reproducerande i Sverige.